# Монтефалконе ди Вал Форторе
Монтефалко̀не ди Вал Форто̀ре (на италиански: Montefalcone di Val Fortore) е село и община в Южна Италия, провинция Беневенто, регион Кампания. Разположено е на 830 m надморска височина. Населението на общината е 1661 души (към 2010 г.).